# Joseph Dahlmann
Joseph Dahlmann (Coblenza, 14 ottobre 1861 – Tokyo, 23 giugno 1930) è stato un missionario e gesuita tedesco.
Fu tra i primi missionari a tornare in Giappone (1908) dopo l'allontanamento degli Europei dal Paese. A Tokyo fondò con altri gesuiti un'università, la Jōchi Daigaku (letteralmente "Università della Sapienza Superiore"), di cui fu docente.

## Opere
- Die Sprachkunde und die Missionen, 1891
- Nirvana. Eine Studie zur Vorgeschichte des Buddhismus, 1896[1]
- Das altindische Volkstum und seine Bedeutung für die Gesellschaftskunde, 1899[2]
- Der Idealismus der indischen Religionsphilosophie im Zeitalter der Opfermystik, 1901
- Indische Fahrten (2 Bände), 1908
- Die Thomas-Legende und die ältesten historischen Beziehungen des Christentums zum fernen Osten im Lichte der indischen Altertumskunde, 1912
- Auf den Fluten des Ganges, 1914
- Japans älteste Beziehungen zum Westen 1542-1614 in zeitgenössischen Denkmälern seiner Kunst 1923